# Mikumo Shōnosuke

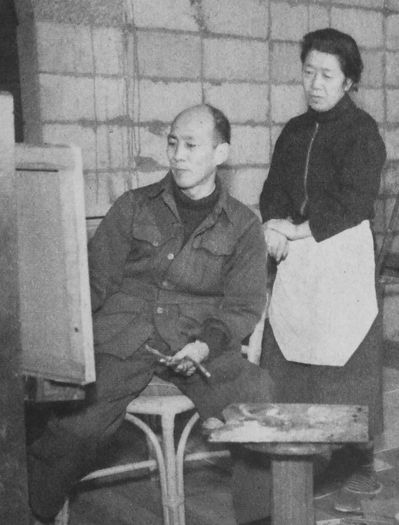
Mikumo mit seiner Frau, 1955

Mikumo  Shōnosuke  (japanisch 三雲 祥之助; geb. 19. Juli 1902 in Kyōto; gest. 19. August 1982) war ein japanischer Maler im Yōga-Stil während der Taishō- und  Shōwa-Zeit.

## Leben und Werk
Mikumo wurde in Kyōto geboren und studierte Geschichte an der Universität Kyōto, die er 1924 verließ. Er reiste durch China nach Europa und studierte schließlich Graphik an der Académie Colarossi in Paris. Dort traf er Künstler wie Ebihara Kinosuke und Shimizu Takashi. Ab 1927, und mehrere Male später, wurden Werke von ihm im Pariser Herbstsalon ausgestellt. 1930 und 1932 malte er während eines Aufenthaltes auf Mallorca und wurde auf Einzelausstellungen 1932 und 1933 in Barcelona gezeigt.
Nach seiner Rückkehr nach Japan 1935 zeigte Mikumo Arbeiten auf der Ausstellung der Künstlergesellschaft Shun’yō-kai und 1936 auch auf der Ausstellung der Kokuga-kai (国画会). Er besuchte 1939 China und 1941 Java und Bali. 1943 wurde er Mitglied in der Shun’yō-kai und heiratete die Malerin Ogawa Mari (小川 マリ).
Nach dem Krieg zeigte Mikumo Arbeiten auf der „Japan International Art Exhibition“ (日本国際美術展, Nihon kokusai bijutsu-ten), die von der Zeitung Mainichi Shimbun veranstaltet wurde. Dazu gehörten „Das verlorene Paradies“ (失楽園, Shitsu-rakuen; 1955), in Picasso-Manier gemalte „Das Urteil des Paris“ (パリスの審判, Parisu no shimpan; 1957), für den er auf der 4. Japan International Art Exhibition 1957 den Kasaku-Preis (佳作賞, Kasaku-shō) erhielt, und „Tanz der Salome“ (サロメの踊, Sarome no odori; 1959).
Bereits 1951 war Mikumo Professor für westliche Malerei an dem Kunstkolleg Musashino geworden. Mit dessen Aufwertung zur Kunsthochschule Musashino 1962 bis zu seinem Ausscheiden 1974 war er als Vorsitzender der Abteilung für Ölmalerei hauptsächlich mit der Kunstausbildung beschäftigt.
Außer den bereits genannten Bildern sind weitere besonders erwähnenswert, nämlich „Frau mit den ausgebreiteten Armen“ (腕を広げた女, Ude o hirogeta onna; 1962), „Auferstehung“ (復活, Fukkatsu; 1964) und „Vertreibung aus  der Musik“ (楽苑追放, Gakuen tsuihō; 1967).